# اکاساتو
اکاساتو (به لاتین: Akassato) یک منطقهٔ مسکونی در بنین است که در استان آتلانتیک واقع شده‌است.

## خصوصیات
اکاساتو ۱۷٬۱۹۷ نفر جمعیت دارد.